# Гнетум
Гне́тум (лат. Gnétum) — род голосеменных растений, единственный в семействе Гне́товые и в порядке Гне́товые. Состоит примерно из 40 видов деревьев и лиан, распространённых в тропических регионах по всему миру.
Самым известным из видов гнетума является Gnetum gnemon (гнетум гнемон, или мелинжо), выращиваемый в Юго-Восточной Азии ради съедобных семян.

## Ботаническое описание

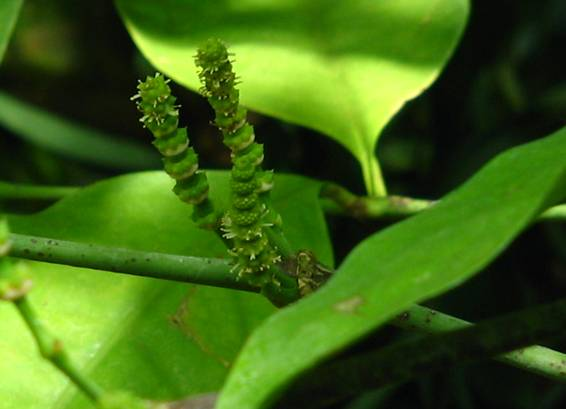
Микростробилы (мужские стробилы) гнетума гнемона

Гнетумы — однодомные или двудомные вечнозелёные деревянистые лианы, реже кустарники или деревья.
Стебли членистые, часто со вздутиями у узлов. В отличие от всех других голосеменных, у гнетумов есть сосуды в ксилеме.
Листья сидят супротивно на коротких черешках. Похожи на листья многих двудольных растений: большие, кожистые, эллиптические, с сетчатым жилкованием.
Собрания стробилов либо простые, в виде колосков, либо мутовчатые, напоминающие серёжки. В собраниях микростробилов вокруг оси под сросшимися чешуями кольцеобразно располагаются несколько рядов микростробилов. Собрания мегастробилов имеют похожую структуру, однако расстояния между рядами больше, а число мегастробилов в ряду гораздо меньше. Семена заключены в яркую красную, оранжевую или жёлтую сочную (реже пробковую) оболочку. Распространяются чаще всего птицами.

## Классификация

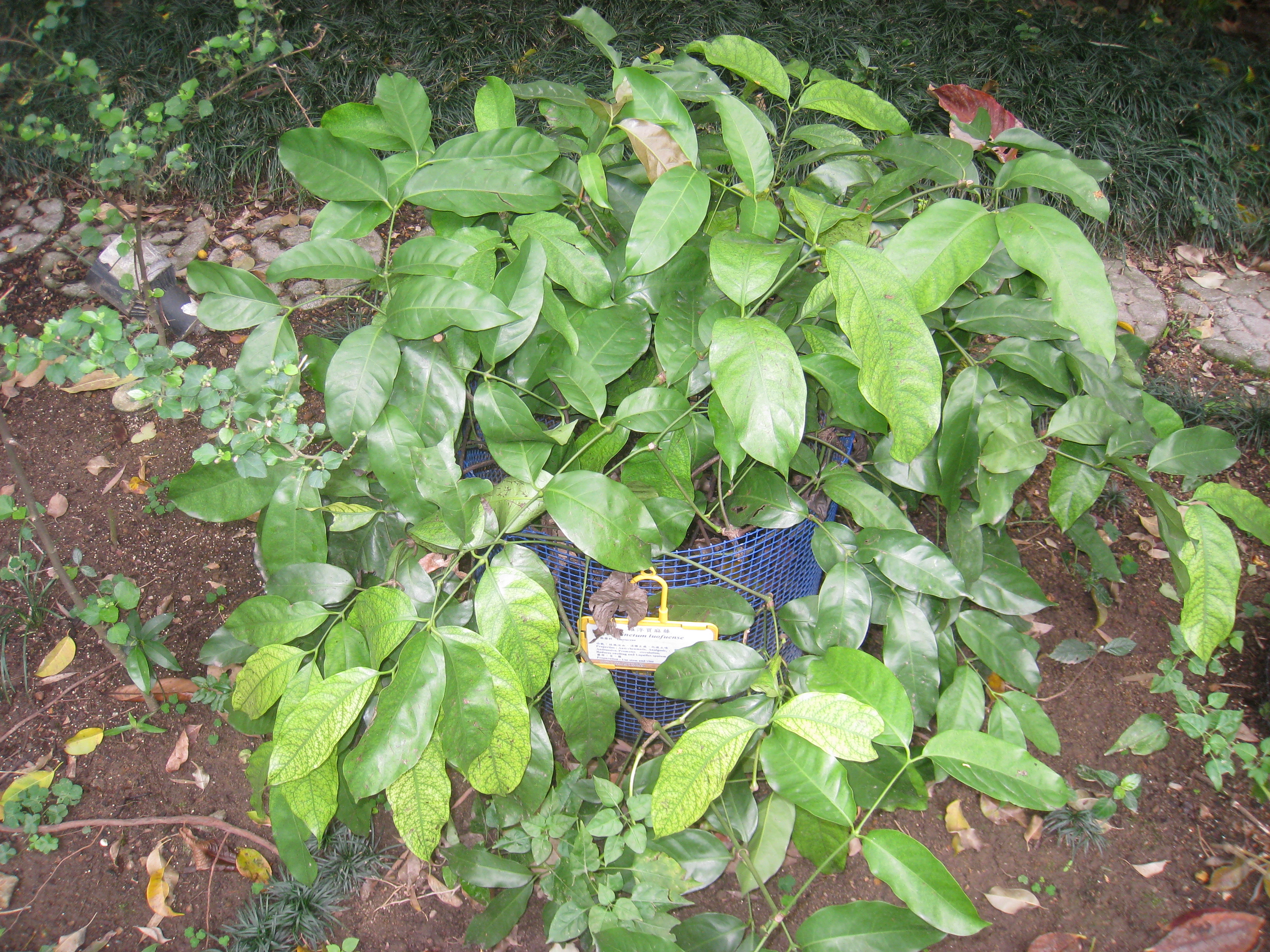

Ближайшими родственниками гнетумов являются широко распространённые в Северном полушарии хвойники (Ephedra) и эндемик пустыни Намиб в Южной Африке вельвичия удивительная (Welwitschia mirabilis). Однако родство не такое уж близкое, поэтому гнетум разделяет с ними только общий класс Gnetopsida, но является единственным родом как в порядке Gnetales, так и в семействе Gnetaceae (хотя иногда появляются предложения по разделению рода не несколько).
На 2012 год, по данным проекта The Plant List, род содержит 41 вид в двух секциях. Впрочем, их число постоянно изменяется в связи с открытием новых видов и объединением существующих. Это связано с тем, что идентификация тропических лиан-гнетумов сильно затруднена необходимостью доступа к органам размножения, находящимся обычно высоко на деревьях и невидимых с земли.
| - секция Gnetum - подсекция Gnetum (2 вида деревьев в Юго-Восточной Азии) - Gnetum gnemon L. typus — Гнетум гнемон - Gnetum costatum K.Schum. — Гнетум ребристый - подсекция Micrognemones (2 вида лиан в тропической Центральной Африке) - Gnetum africanum Welw. - Gnetum buchholzianum Engl. - подсекция Araeognemones (7 видов лиан в тропической Америке) - Gnetum camporum (Markgr.) D.W.Stev. & Zanoni - Gnetum leyboldii Tul. - Gnetum nodiflorum Brongn. - Gnetum paniculatum Spruce ex Benth. - Gnetum schwackeanum Taub. ex Schenck - Gnetum urens (Aubl.) Blume - Gnetum venosum Spruce ex Benth. | - секция Cylindrostachys (около 30 видов лиан в Южной и Юго-Восточной Азии) | - секция Cylindrostachys (около 30 видов лиан в Южной и Юго-Восточной Азии) |
| - секция Gnetum - подсекция Gnetum (2 вида деревьев в Юго-Восточной Азии) - Gnetum gnemon L. typus — Гнетум гнемон - Gnetum costatum K.Schum. — Гнетум ребристый - подсекция Micrognemones (2 вида лиан в тропической Центральной Африке) - Gnetum africanum Welw. - Gnetum buchholzianum Engl. - подсекция Araeognemones (7 видов лиан в тропической Америке) - Gnetum camporum (Markgr.) D.W.Stev. & Zanoni - Gnetum leyboldii Tul. - Gnetum nodiflorum Brongn. - Gnetum paniculatum Spruce ex Benth. - Gnetum schwackeanum Taub. ex Schenck - Gnetum urens (Aubl.) Blume - Gnetum venosum Spruce ex Benth. | - Gnetum acutum Markgr. - Gnetum arboreum Foxw. - Gnetum bosavicum Markgr. - Gnetum catasphaericum H.Shao - Gnetum contractum Markgr. - Gnetum cuspidatum Blume - Gnetum diminutum Markgr. - Gnetum formosum Markgr. - Gnetum giganteum H.Shao - Gnetum gracilipes C.Y.Cheng - Gnetum globosum Markgr. - Gnetum gnemonoides Brongn. — Гнетум гнемоновидный - Gnetum hainanense C.Y.Cheng ex L.K.Fu, Y.F.Yu & M.G.Gilbert - Gnetum klossii Merr. ex Markgr. - Gnetum latifolium Parl. — Гнетум широколистный | - Gnetum leptostachyum Blume - Gnetum loerzingii Markgr. - Gnetum luofuense C.Y.Cheng - Gnetum macrostachyum Hook.f. - Gnetum microcarpum Blume - Gnetum montanum Markgr. - Gnetum neglectum Blume - Gnetum oblongum Markgr. - Gnetum oxycarpum Ridl. - Gnetum parvifolium (Warb.) W.C.Cheng - Gnetum pendulum C.Y.Cheng - Gnetum raya Markgr. - Gnetum ridleyi Gamble ex Markgr. - Gnetum tenuifolium Ridl. - Gnetum ula Brongn. — Гнетум ула |

## Происхождение
Гнетумы, как и другие гнетовые, имеют много общего с ископаемыми беннеттитовыми, что позволяет сделать вывод об их общем происхождении.
Существует предположение, что некоторые ископаемые гнетумы были первыми растениями, опыляемыми насекомыми, так как они встречаются в ассоциациях с опыляющими скорпионницами.
Молекулярные исследования показывают, что нынешние секции гнетумов разделились в позднем олигоцене — среднем миоцене, что гораздо позже раскола Гондваны и совсем недавно для этой древней группы, образовавшейся около 250 миллионов лет назад. Таким образом, нынешние виды являются реликтовой группой, сохранившейся во время климатических изменений со времен олигоцена.
В 2003 году появились данные о горизонтальном переносе фрагмента митохондриальной ДНК от покрытосеменных растений к некоторым азиатским представителям гнетума, случившемся от 2 до 5 миллионов лет назад. По последовательности этого фрагмента гнетум наиболее близок к Pagamea (мареновые) и Petunia (паслёновые). Это первый пример такого переноса среди высших растений.

## Использование

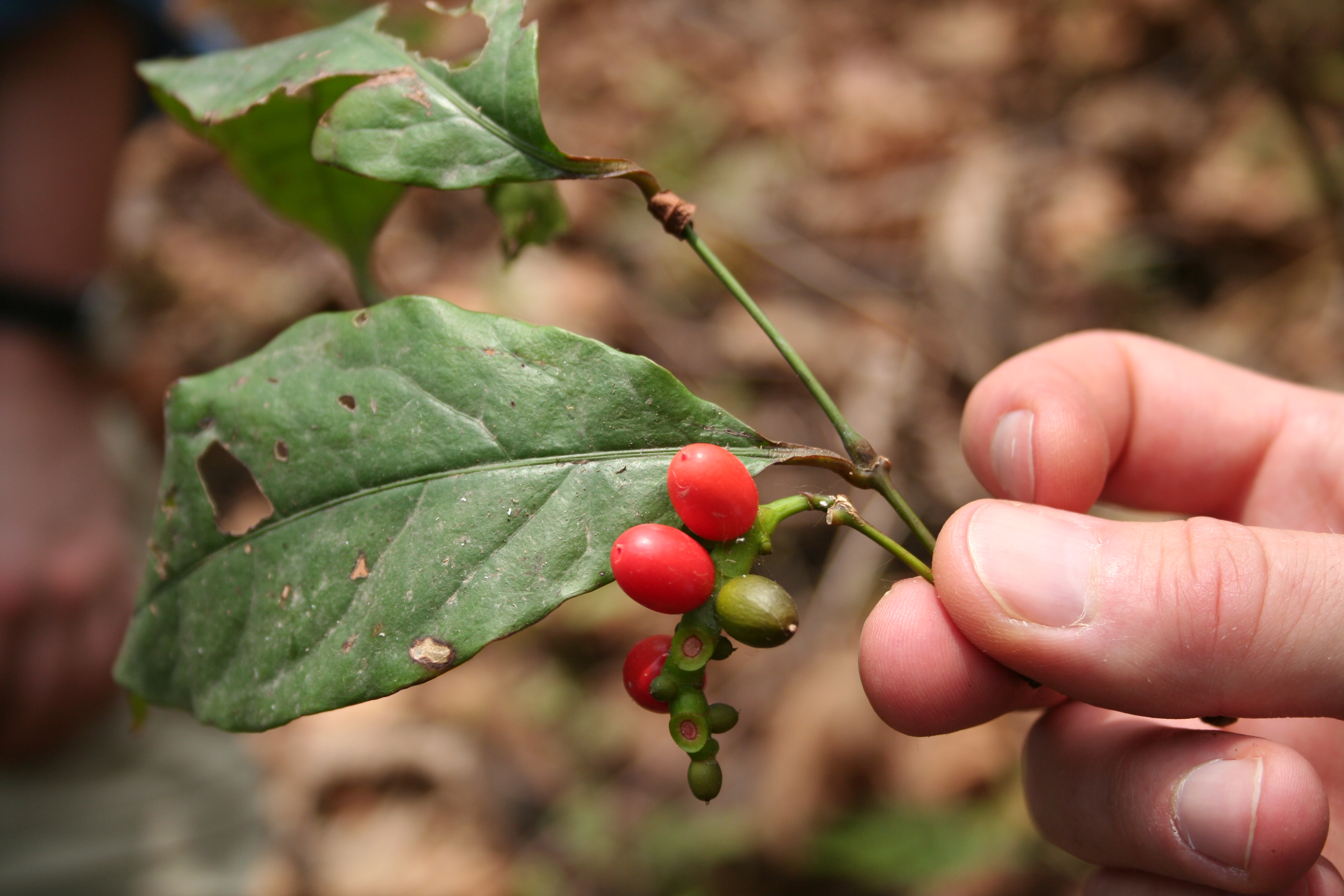
Гнетум африканский (Gnetum africanum)

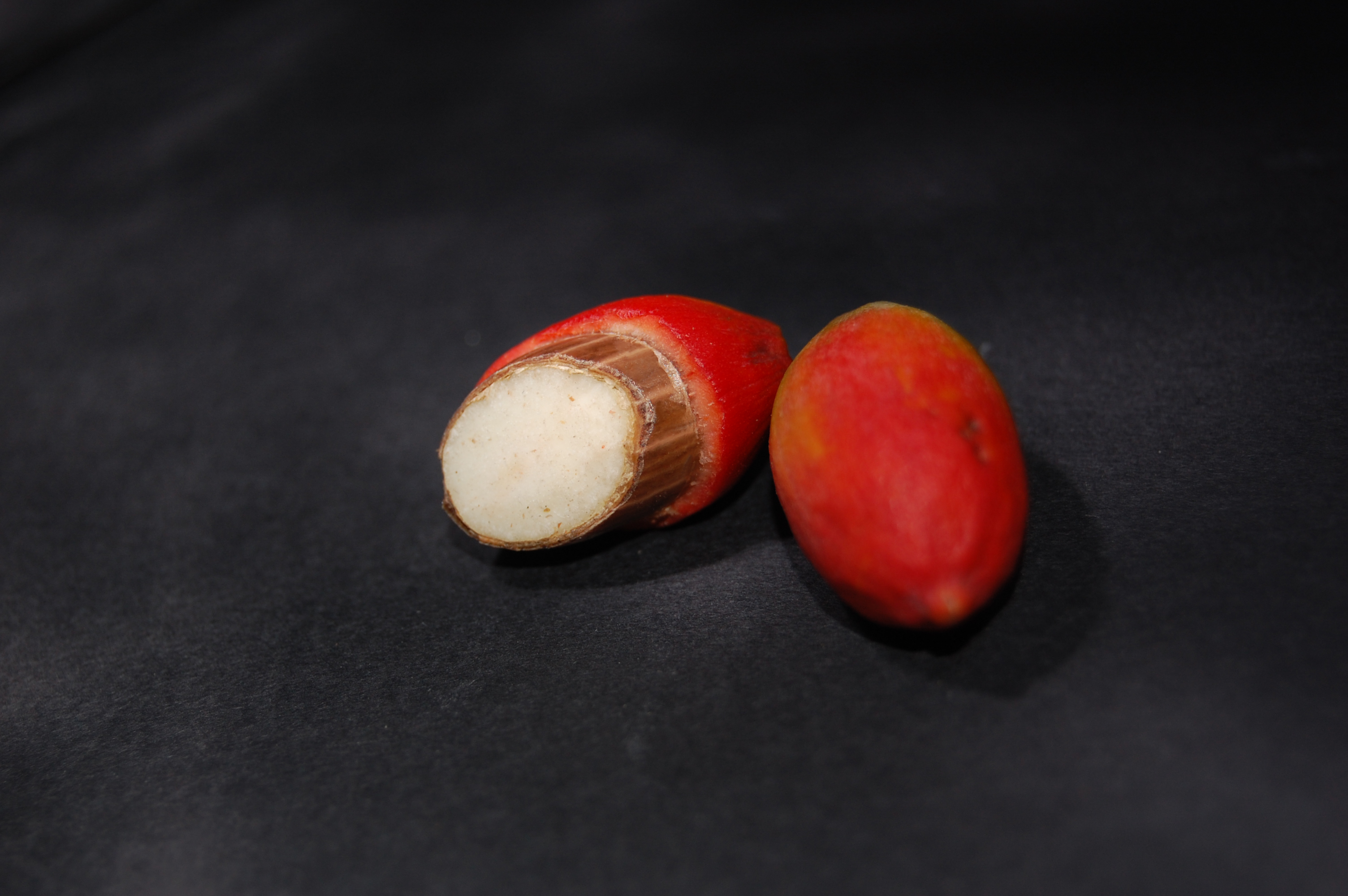
Семена мелинжо (гнетума гнемона)

Гнетум гнемон широко культивируется в Индонезии и сопредельных странах ради семян и листьев, употребляемых в пищу как овощи.
В центральной Африке также в пищу используют листья диких  Gnetum africanum и Gnetum buchholzianum, что даже привело к потенциальной угрозе этим видам в природе.
Из внутренней коры гнетума гнемона и гнетума широколистного (Gnetum latifolium) изготовляются прочные верёвки и снасти.
Ароматическое масло из гнетума ула (Gnetum ula) содержит стильбеноид гнетол и используется как в пищу, так и для массажа.
Gnetum parviflorum используется в китайской медицине как противоастматическое средство.